# علی فاضل
علی فاضل (۱۳۰۲، مشهد - ۲۱ مرداد ۱۳۸۲، تهران) نویسنده و پژوهش‌گر ایرانی بود.

## سالهای اولیه، تحصیلات و مشاغل
پدر او فردی روحانی و عالم به نام «حاج شیخ عبدالصمد فاضل سلیمانی خراسانی» بود. او دوران تحصیلات ابتدایی را در دبستان علمیه مشهد گذراند. چون نزد پدربه آموزش زبان عربی پرداخته بود پس از دانشسرای مقدماتی دبیر زبان عربی در دبیرستان‌های مشهد شد.
وی تحصیلات دانشگاهی را در دانشگاه تهران آغاز و همزمان در دو دانشکده ادبیات و حقوق به تحصیل پرداخت چون دانشجویان حق ادامه تحصیل در یک رشته را داشتند، او رشتهٔ ادبیات را انتخاب کرد و رسالهٔ دکتری خود را با بدیع الزمان فروزانفر با عالی‌ترین درجه گذراند.
وی مدتی معاونت وزارت فرهنگ و همچنین مدتی، مدیریت کل دبیرخانه شورای عالی فرهنگ را به عهده داشت. علی فاضل در ادامه در دانشگاه ملی وقت به تدریس پرداخت و چند سالی هم به همراه رعدی آذرخشی رئیس گروه ادبیات دانشگاه ملی بود.
او در بنیاد فرهنگ ایران، به سرپرستی پرویز ناتل خانلری در کار تحقیق دربارهٔ زبان و تاریخ و فرهنگ ایران، به همراه دیگر پژوهشگران فعالیت می‌کرد.
وی در اواخر عمر علاوه بر تألیف و تصحیح کتاب، چند ماه را در سال به دعوت دانشگاه برلین به آلمان سفر می‌کرد و در آنجا به تحقیق و تدریس می‌پرداخت.